# Мальцев, Вячеслав Вячеславович
Вячесла́в Вячесла́вович Ма́льцев (род. 7 июня 1964, Саратов, РСФСР, СССР) — российский политический и общественный деятель, оппозиционер. Ведущий видеоблога «Артподготовка» (ныне «Народовластие»). В некоторых средствах массовой информации характеризуется как революционер. В прошлом — депутат, а затем заместитель председателя Саратовской областной думы. В 2016 году был кандидатом в депутаты Государственной думы Российской Федерации от партии ПАРНАС. В 2017 году через свой видеоблог призывал людей начать революцию и свергнуть Владимира Путина.

## Биография
Родился 7 июня 1964 года в Саратове. В 1981 году окончил среднюю школу № 8, после чего Мальцев работал статистиком в Кировском райкоме ВЛКСМ и поступил на обучение на вечернее отделение Саратовской государственной юридической академии. В 1982—1985 годах проходил службу в пограничных войсках, после чего перевёлся на дневное отделение института. В 1987 году окончил Саратовский юридический институт. После учёбы, в 1987 году устроился на работу в милиции участковым инспектором Заводского РОВД, но в 1989 году уволился, поскольку сотрудников милиции начали отправлять на разгон митингов.
18 октября 1989 года учредил охранное агентство «Аллегро», и до 1996 года занимал пост генерального директора. По словам Вячеслава, в его агентстве работало две тысячи сотрудников. В то время он, предположительно, был одним из богатейших людей Саратовской области. Впоследствии Мальцев заявил, что всю свою собственность он продал. С 2019 года является участником правления Международной ассоциации «Институт национальной политики».

### Политическая деятельность
В мае 1994 года Мальцев был избран депутатом Саратовской областной думы первого созыва, а затем — в августе 1997 года и сентябре 2002 года — дважды переизбирался. Возглавлял комитет по законности и борьбе с преступностью, после чего стал секретарём думы. В 1995 году участвовал в выборах в Государственную думу по Энгельскому избирательному округу № 159, по результатам которых набрал 18,5 % голосов. Его опередил кандидат от КПРФ Олег Миронов. Депутатом Саратовской областной думы был до 2007 года.
В 1990-х годах Вячеслав Мальцев был членом партии «Отечество — Вся Россия», затем 2001 году, когда политические блоки «Единство» и «Отечество — вся Россия» слились друг с другом для создания Саратовской ячейки партии Единой России, Вячеслав стал её членом, но в 2003 году покинул партию.
В ноябре 2003 года Вячеслав Мальцев совместно с бывшим секретарём областного совета безопасности Александром Мирошиным основали «Фонд по борьбе с Аяцковым». Целью фонда являлось смещение с должности губернатора Саратовской области Дмитрия Аяцкова. «Фонд по борьбе с Аяцковым» собирал подписи против губернатора, пикетировал и устраивал голодовки. Один из митингов против Аяцкова прошёл в Москве напротив здания администрации президента, туда Мальцев привёз своих сторонников на автобусе.
В 2006 году Мальцев организовал «Фонд имени Фритьофа Нансена» и стал его президентом. Этот фонд Вячеслав организовал для того, чтобы собрать единомышленников и добиться постройки памятника Нансену Фритьофу. Для памятника было выбрано место на островке в городском парке, но власти Саратова ему это сделать не позволили.
В 2007 году возглавлял отделение «Великой России» в Саратове, в том же году создавал в городе отделение РНДС Михаила Касьянова.
В начале 2007 года Мальцев, как депутат Саратовской областной думы, предложил поправки к законам «О гарантиях избирательных прав» и «О государственной гражданской службе», в соответствии с которыми гражданин, выдвигающий свою кандидатуру на выборы или желающий стать чиновником, должен был указывать в анкете свою сексуальную ориентацию.
В октябре 2011 года вечером в Саратове Бунятов в драке нанёс Мальцеву перелом челюсти и закрытую травму головы, а тот выстрелил в него из травматического пистолета, что привело к ранениям обоих бёдер.
В 2012 году Мальцев пытался выдвинуться в депутаты областной думы от КПРФ по одному из одномандатных округов в Саратове, но уступил представителю «Единой России» Алексею Мазепову (63,76 % голосов избирателей), Мальцеву отдали предпочтение 21,41 % проголосовавших.
Мальцев утверждает, что выборы были сфальсифицированы, и победа должна была достаться ему.

#### Выдвижение в Государственную думу (2016)
В преддверии выборов в Государственную думу VII созыва Мальцев принял решение участвовать в праймериз партии ПАРНАС. Первое место в федеральном списке по умолчанию доставалось лидеру партии Михаилу Касьянову, состав и очерёдность остального списка предполагалось определить голосованием зарегистрированных на сайте «Волна перемен» избирателей. Голосование было запущено 28 мая 2016 года и должно было прекратиться 29 мая в 21:00. Однако его приостановили до намеченного срока, так как на сайте ПАРНАС внезапно появилась ссылка на базу с личными данными избирателей. Руководство партии назвало случившееся «хакерской атакой» и принесло извинения пострадавшим пользователям. На момент остановки голосования первое место с большим отрывом занимал Мальцев, за него был отдан 5471 голос. Вторую позицию занимал Андрей Зубов с 1665 голосами. По мнению членов ПАРНАС Натальи Пелевиной и Ильи Яшина, победу Мальцева следовало объяснять низкой явкой и тем, что саратовскому блогеру удалось мобилизовать своих единомышленников. Яшин отметил, что за Мальцева голосовали не сторонники партии, а его собственная аудитория. Сам Мальцев заявил, что был уверен в своей победе:
«Я вижу, что есть огромное количество людей, которые симпатизируют не только мне лично, но и моим идеям. Поэтому я могу победить на любой площадке. Раньше я побеждал на коммунистической площадке, теперь победил на либеральной. Свою задачу я выполнил и доволен исходом голосования независимо от того, что произойдёт дальше. Скажу так: мне не нужна никакая Государственная дума, потому что она ничего не решает в России».

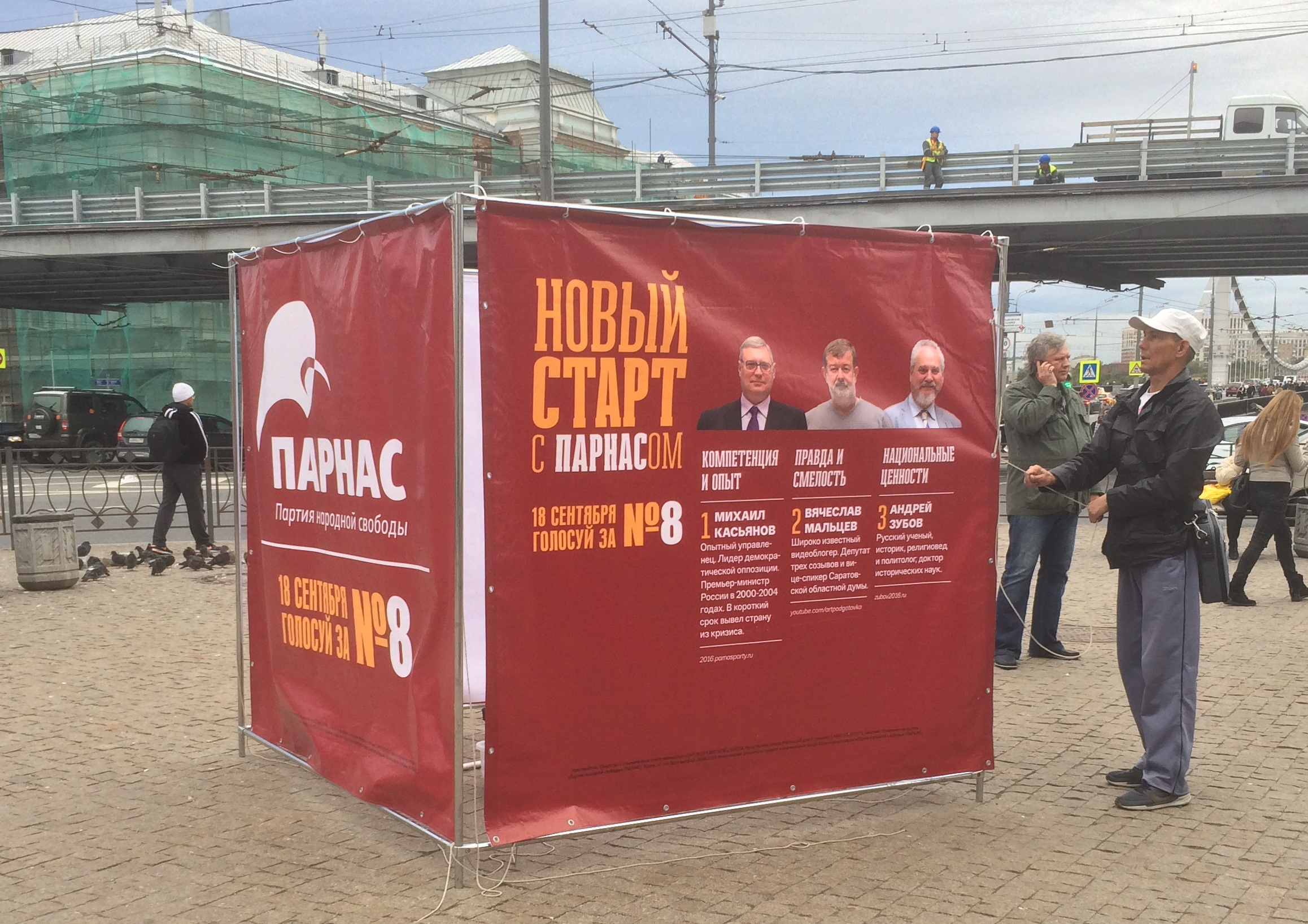
Агитационный куб ПАРНАСа в Москве

Несмотря на то, что праймериз были сорваны и фактически не состоялись, их итоги было решено учесть. Часть руководства партии осталась недовольна победой Мальцева. На съезде ПАРНАС 2 июля 2016 года против его выдвижения от ПАРНАС проголосовали треть членов партии, включая заместителей её председателя Илью Яшина, Владимира Кара-Мурзу и ещё ряд членов федерального политсовета. Яшин и лидер петербургского отделения партии Андрей Пивоваров, выступая перед собравшимися, высказали опасение, что «в гонке за популизмом» ПАРНАС может потерять часть своего электората, и тот предпочтёт голосовать за «Яблоко». Для исключения Мальцева на федеральном политсовете не хватило одного голоса. В связи с этим Вадим Прохоров предложил «задуматься, как бы вёл себя сейчас Борис Немцов». Одним из аргументов противников выдвижения Мальцева от ПАРНАСа были обвинения политика в антисемитизме. Сам Мальцев отверг эти обвинения, отметив, что высказывался по поводу «еврейской мафии» всего однажды и при этом выступал с позиций правоведа, изучающего криминальные национальные группировки. В поддержку Мальцева высказалось большинство лидеров региональных отделений партии. В общей сложности на съезде за саратовского политика было подано 78 голосов, против — 45. По итогам съезда была сформирована федеральная тройка ПАРНАСа: Михаил Касьянов — Вячеслав Мальцев — Андрей Зубов.
Источник «Новой газеты» в руководстве ПАРНАС назвал выдвижение Мальцева политическим самоубийством для партии. Заместитель председателя партии ПАРНАС Константин Мерзликин в комментарии тому же изданию заметил, что партия, одобряя кандидатуру Мальцева, делает ставку на праволиберальную, «в известной степени националистическую», аудиторию — в противовес леволиберальному «Яблоку». Комментируя цели своего выдвижения в Госдуму, сам Мальцев сказал, что намерен способствовать отмене антиконституционных законов и сделать так, чтобы Госдума объявила импичмент президенту Путину.

Предвыборная программа Мальцева включала отстранение от власти Путина и его окружения с последующим трибуналом; прекращение агрессивных войн и подписание мирного договора с Украиной; расширение полномочий местного самоуправления; выборность прокуроров, судей и начальников полиции; экономическую амнистию; закрепление за каждым гражданином доли национальных богатств; увеличение открытости органов власти; введение электронных денег и переход к прямой демократии.

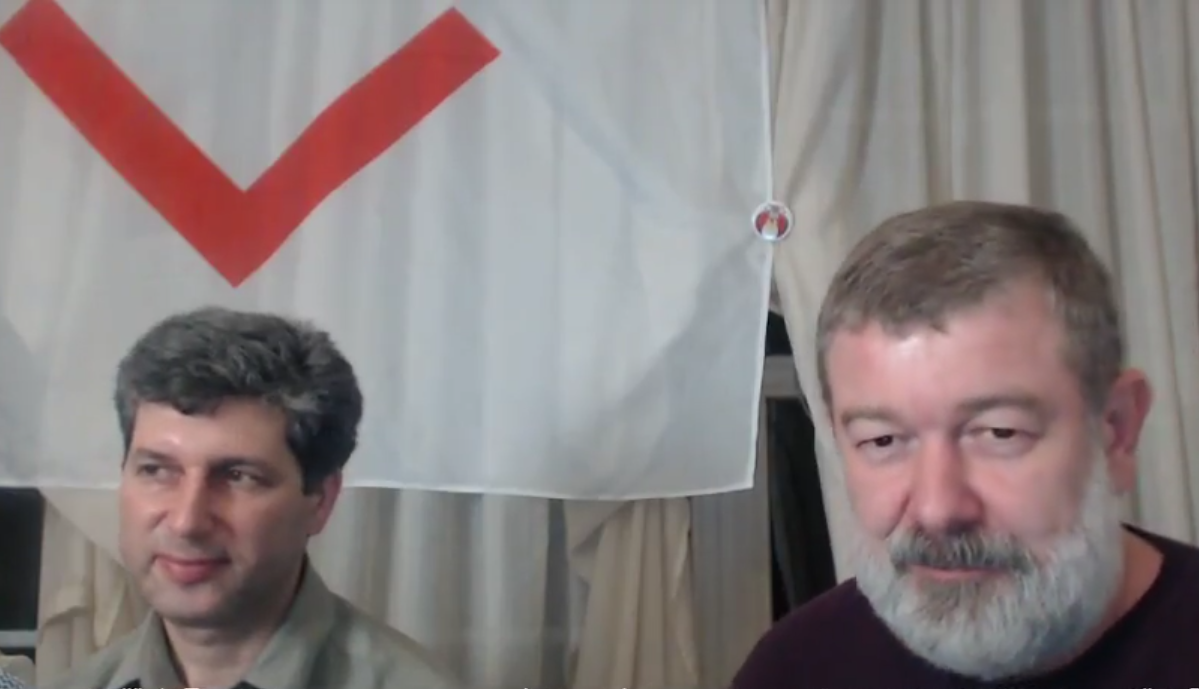
Марк Гальперин и Вячеслав Мальцев. Трансляция на YouTube-канале «Артподготовка» 27 марта 2017 года на следующий день после акций протеста

Мальцев присоединился к неоформленному официально движению «Новая оппозиция», которое было создано Марком Гальпериным. Оно осуществляет политическую борьбу в основном уличными акциями, в том числе при помощи митингов и прогулок (новый вид протестных акций, популяризированный «Новой оппозицией»), которые проходили каждое воскресенье по улицам многих российских городов. Музыкант и общественный деятель Артемий Троицкий считает Мальцева неудобным для Кремля противником и называет его вторым оппозиционером в России после Алексея Навального.

### Преследование Мальцева

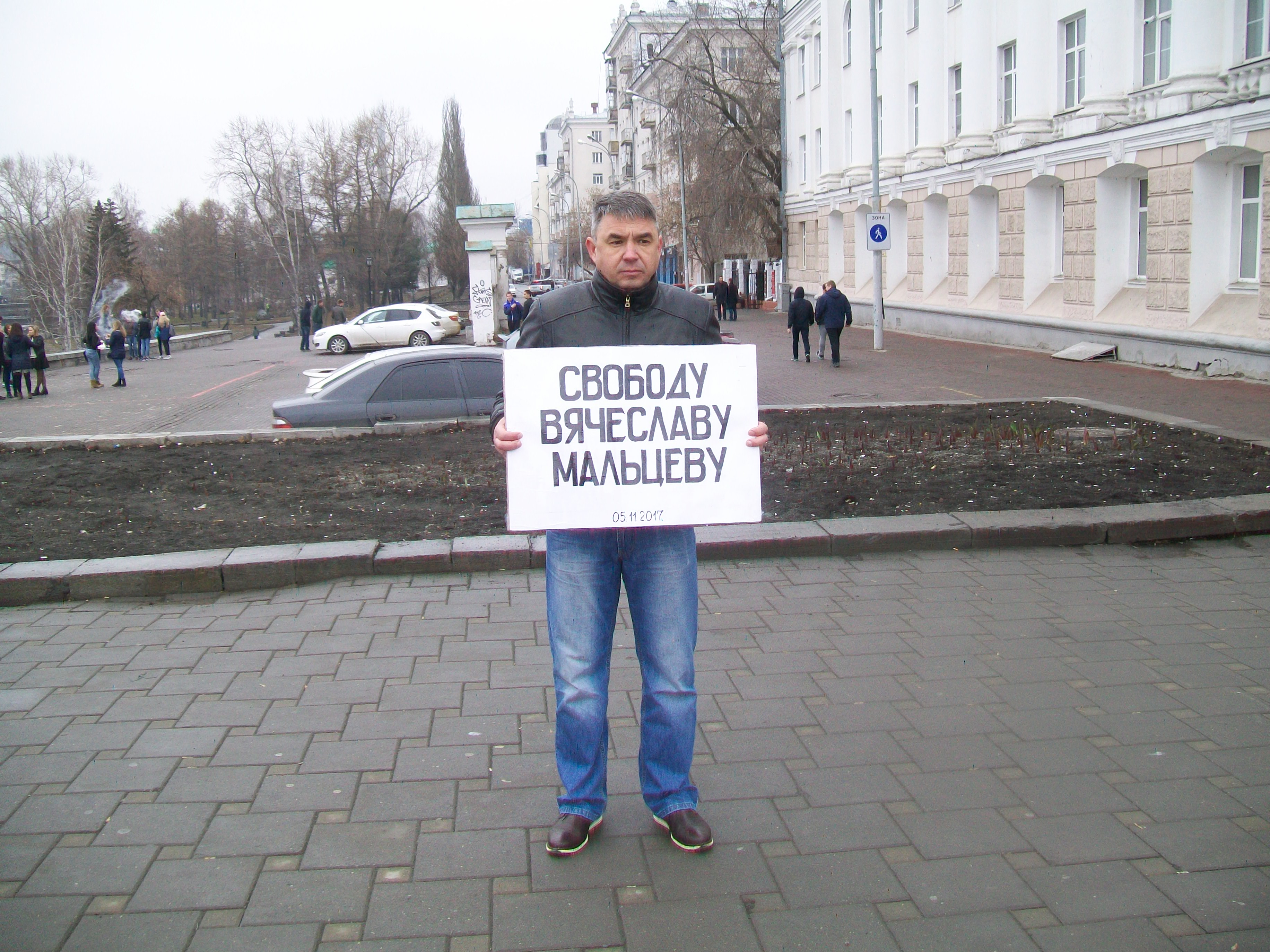
Одиночный пикет за освобождение Мальцева (Екатеринбург, 15 апреля 2017 года)

##### Арест
13 апреля 2017 года Мальцев был задержан в своей саратовской квартире, где после этого был проведён обыск. Басманный суд Москвы заявил, что обыск прошёл в рамках расследования уголовного дела о нападении неизвестных лиц на представителя власти во время антикоррупционного митинга 26 марта, в котором участвовал Мальцев. Однако сторонники политика выразили уверенность, что реальная причина была связана с политической деятельностью Мальцева. В аэропорту, где его должны были этапировать в Москву, у Вячеслава случился сердечный приступ, его затащили в самолёт на носилках и к концу дня доставили в ОВД «Лужники». Судебное заседание проводилось в Тверском суде 14 апреля. Суд обвинил Мальцева в административном правонарушении — неповиновении сотрудникам полиции на антикоррупционном митинге 26 марта в Москве и постановил отправить его под арест на 15 суток.
Во время антикоррупционного выступления 12 июня Мальцева задержали в центре Москвы, на следующий день политик был отправлен под арест на 10 суток за неповиновение сотрудникам полиции.

##### Эмиграция и уголовное дело
В конце июня — начале июля 2017 года Мальцев покинул Россию в связи с возбуждением в отношении него уголовного дела по статье «Создание экстремистского сообщества». В июле этого же года Мальцев объявил о создании «Партии свободных людей». В это же время московское управление ФСБ России заочно обвинило политика в призывах к экстремизму. Позднее стало известно, что он находится во Франции. Между тем Мальцев продолжает вести эфиры «Артподготовки».
10 октября Мальцев был заочно арестован и объявлен в международный розыск по обвинению по статье «Публичные призывы к экстремистской деятельности». Вердикт вынес Мещанский суд Москвы. 26 октября суд признал движение «Артподготовка» экстремистской организацией и запретил её действие на территории России. В настоящий момент проживает во Франции.
В 2021 году Федеральная служба безопасности (ФСБ) России внесла в список террористических организаций сообщество «Артподготовка» за № 35.
| Террористическое сообщество, созданное Мальцевым В. В. из числа участников Межрегионального общественного движения «Артподготовка» | 2-й Западный окружной военный суд от 18.06.2020 № 2-7/2020, вступил в силу 07.06.2021 |

Соответствующая запись появилась в реестре на сайте ФСБ, Основанием стало решение Второго Западного окружного военного суда от 18 июня 2020 года. Оно вступило в силу 7 июня 2021 года, говорится на сайте ФСБ.
18 ноября 2022 года Министерством юстиции России внесён в список физических лиц — «иностранных агентов».

## Блог «Артподготовка»
В декабре 2011 года Мальцев начал вести на YouTube политический канал «Артподготовка», популярность которого резко возросла после выборов в Госдуму. Основную часть контента составляют выпуски передачи «Плохих новостей», выходящей по будням в 21:00. Они представляют собой монологи Мальцева на тему последних новостей России и мира. Периодически на своём канале он проводит дебаты и совместные эфиры со своими сторонниками, а также различными общественными и политическими деятелями (например, Станислав Белковский, Степан Демура, Дмитрий Дёмушкин, Дмитрий Иванов (kamikadze_d), Ольга Ли, Алексей Навальный, Алексей Венедиктов). Также на «Артподготовке» появилась система «ревкоинов», при которой на виртуальном счету каждый день начисляются баллы, которые после наступления «народовластия» будут переведены всем пожертвователям и сторонникам Вячеслава в реальные деньги.
Фактически вокруг Мальцева оформилось целое политическое движение «Артподготовка», самый используемый лозунг Вячеслава и сторонников «Артподготовки»: «Не ждём, а готовимся», который призывал готовиться к протестам 5 ноября 2017 года.
YouTube-канал «Артподготовка» в преддверии протестов 5 ноября в ночь на 4 ноября был заблокирован для граждан России, видеоролики удалены не были.
В настоящее время Мальцев продолжает выпускать на своём видеоблоге передачу «Плохие новости».

## Преследование сторонников «Артподготовки»

Красная галочка — символ «Артподготовки»

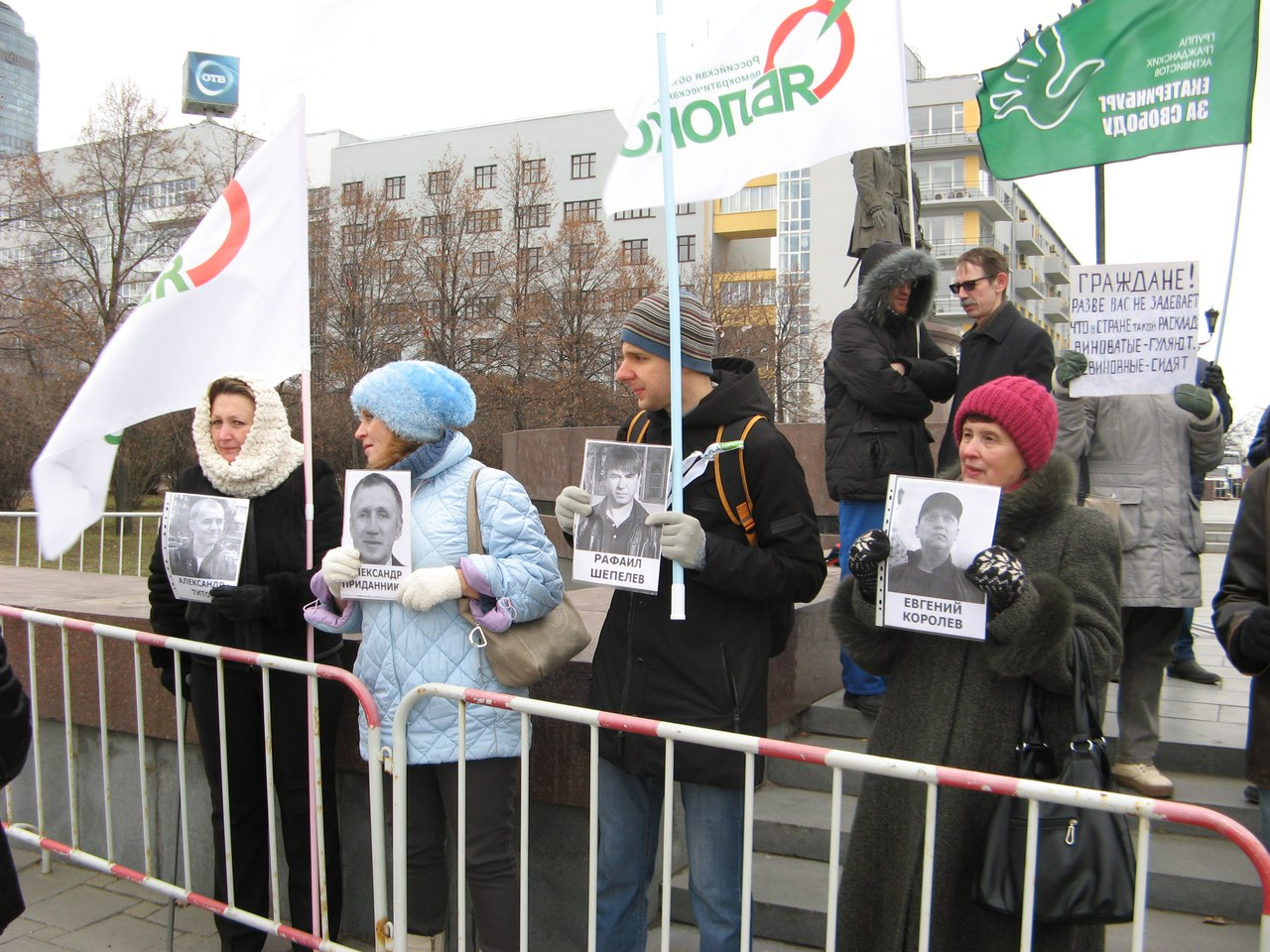
Портреты задержанных активистов «Артподготовки» на пикете в Екатеринбурге, 6 ноября 2017 года

Сами активисты движения Вячеслава Мальцева также подверглись преследованиям: В Красноярском крае задержали сторонника, который направлялся на поезде в Москву для принятия участия в протесте 5 ноября, но был задержан сотрудниками полиции.
1 ноября в квартире у саратовского сторонника провели обыск, были обнаружены 200 граммов тротила и 5 бутылок с зажигательной смесью. Задержанный утверждает, что взрывоопасные вещества были подброшены ему во время обыска квартиры. В отношении него возбуждено уголовное дело по статье 205 УК РФ «Терроризм».
3 ноября 2017 года в социальной сети ВКонтакте по требованию Генеральной прокуратуры Российской Федерации от 31 октября 2017 года были заблокированы многочисленные сообщества сторонников Вячеслава и участников «Артподготовки». Также 3 ноября в Москве ФСБ совместно с Центром «Э» задержала участников «Артподготовки», было изъято холодное оружие и бутылки с зажигательной смесью. Задержанные якобы собирались совершать поджоги административных зданий и нападать на полицию 4 и 5 ноября. Были возбуждены уголовные дела по статье 205 уголовного кодекса РФ «Терроризм».
Вячеслав Мальцев назвал задержание его сторонников «грязной провокацией»:

Нет организации никакой, есть канал «Артподготовка», в котором я вещаю каждый вечер. У нас есть сторонники, зрители. Но таких людей — пол-России. У меня некоторые программы смотрят по пять миллионов человек. И вот это как раз группа «Артподготовки». Я что документы какие-то выдаю? Мы даже сами не знаем, кого они задерживают. А если они там кого-то ловят, сажают, бьют и пытаются так прекратить мою деятельность — они её не прекратят. Они говорят про теракты, взрывы — это всё грязная путинская КГБшная провокация.— Радиостанция «Эхо Москвы»
27 февраля 2018 года в Калуге сотрудниками ФСБ были задержаны торговцы оружием. При обыске были обнаружены 27 единиц огнестрельного оружия, более 200 патронов, взрывные устройства а также листовки антиправительского содержания и атрибутику «Артподготовки»

В марте 2018 года правозащитная организация «Мемориал» признала сторонника «Артподготовки» Романа Марьяна политзаключённым. В 2017 году Романа арестовали по подозрениям в подготовке массовых беспорядков. Также были арестованы члены организации «Новое величие», познакомившиеся друг с другом в Telegram-чате «Артподготовки». Их обвинили в создании экстремистского сообщества.
4 октября 2019 года Ростовский областной суд признал 24-летнего Владислава Мордасова и 19-летнего Яна Сидорова виновными в «организации массовых беспорядков» и приговорил их к 6 годам и 7 месяцам и 6,5 годам лишения свободы соответственно. Мордасов и Сидоров вдвоём 5 ноября 2017 года вышли на площадь Советов в Ростове-на-Дону к зданию правительства Ростовской области с плакатами «Верните землю ростовским погорельцам» и «Правительство в отставку», после чего были задержаны. Согласно версии обвинения, они якобы собирались устроить массовые беспорядки на площади Советов, устроить «поджоги, погромы, уничтожить имущество», «нанести телесные повреждения» полицейским и другим представителям власти, захватить здание администрации Ростовской области. Мордасов и Сидоров жаловались на избиения и пытки после задержания.

## «Революция» 5 ноября 2017
Мальцев в своих выступлениях с 2013 года рассказывал о неизбежной революции в России, назначив дату её начала на 5 ноября 2017 года (его сторонники называли революцию «5.11.17»). В этот день он призывал своих сторонников выступить на центральных площадях городов, протестовать против действующей власти и захватывать власть в народные руки. За свои призывы к свержению власти СК РФ возбудил в отношении Мальцева уголовное дело, организацию «Артподготовка» признали экстремистской, а её членов задержали осенью 2017 года.
За подготовку теракта в Саратове — родном городе Вячеслава Мальцева — 1 ноября 2017 года был задержан сторонник Мальцева Сергей Рыжов. Он более трех лет находится в СИЗО.
5 ноября 2017 года в Москве присутствовало много[сколько?] полиции, станция «Охотный Ряд» была перекрыта. Полиция проводила выборочные досмотры граждан, многие были увезены в автозаках. В 13:00 по сообщению «ОВД-Инфо» в Москве было задержано 82 человека. 2 человека было задержано в Санкт-Петербурге, 4 в Красноярске. Также задержали представителя «Эха Москвы». Позже в Петербурге задержали ещё 10 человек около Смольного института.
В 14:00 ТАСС заявило, что число задержанных возросло до 200 человек на Манежной площади в Москве.
На 16:00 стало известно о более 300 задержанных. Нескольких задержанных обвинили по 205 статье УК РФ «Подготовка теракта», в машине у них нашли револьвер системы Нагана, гранату и взрывчатку; правозащитник Динар Идрисов утверждает, что оружие и взрывоопасные предметы ему были подкинуты сотрудниками правоохранительных органов.
В 21:00 по сообщению «ОВД-Инфо», число задержанных возросло до 448 человек. Больше всего задержаний прошло в Москве — 339, В Санкт-Петербурге 21 человек, по неподтверждённым данным, 49 из них — несовершеннолетние.
Осталось ночевать в отделах полиции, в ночь на 6 ноября, около 112 человек.

## Взгляды

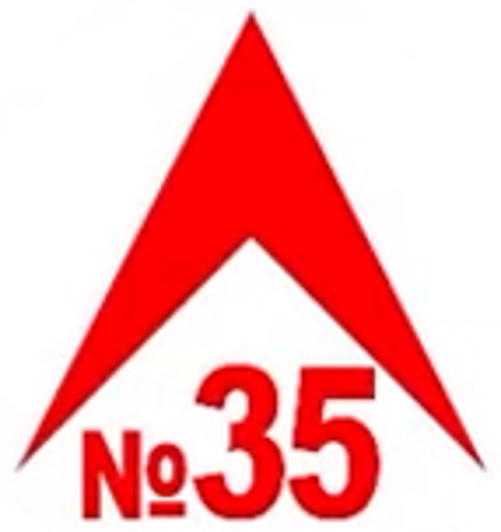
Логотип сторонников В. В. Мальцева с 2022 года (35 — номер В. В. Мальцева в списке террористов)

Вячеслав Мальцев считает, что революция в России была неизбежна и уже началась 5 ноября 2017 года после русского марша 4 ноября. В каждом выпуске своего видеоблога он отсчитывал количество дней до этой даты. На вопрос, на чём основывалась его убеждённость в революции, Мальцев отвечал:

…меняется общественно-экономическая формация, меняется историческая эпоха. Впервые в истории человечества самые передовые средства производства находятся в руках у неимущего класса. Каждый мальчишка сейчас имеет какой-то гаджет, который на сегодняшний день и является самым передовым средством производства. Всегда, в предыдущей эпохе, самые передовые средства производства были у класса-гегемона. И если сейчас эти средства получил неимущий класс, то он и является классом-гегемоном. Кроме того, речь идёт об объективных и субъективных факторах: меняется общественно-экономический строй — это объективный фактор. Но есть и субъективный фактор: мы ведь имеем дело с информационным миром, а особенность этого информационного мира, заключается в том, что если ружьё, что в театре висит на стене в первом акте, то оно обязательно выстрелит в последнем…
— 
Мальцев позиционирует себя как националист и анархист. Не отрицает, что является популистом, подчёркивая, что рассматривает популизм как «тактический метод работы с избирателем». Важное место в его взглядах занимает «прямое народовластие», осуществляемое народом при помощи информационных технологий. Заявляет, что за гражданскую войну против путинского режима.

## Критика
22 августа 2016 года, в ходе первых предвыборных дебатов на телеканале «Россия-1», представлявший ПАРНАС Мальцев сделал ряд резких заявлений в адрес президента Путина. Несмотря на то, что темой дебатов была заявлена российская экономика, Мальцев сосредоточился на критике главы государства. Он подчеркнул, что «каждый голос за ПАРНАС — это голос против Путина», и пообещал в случае прохождения партии в Государственную думу инициировать процедуру импичмента. Проблемы в экономике России политик тоже связал с личностью Путина, заявив о необходимости «отстранить от власти главный тормоз, который мешает нашей экономике». Наибольший резонанс произвели следующие его слова:
«Получается, ситуация такая, как всегда: виноваты бояре, они плохие, а царь — замечательный. Если царь не знает, что творится в стране, то такого царя надо в дурдом сажать. Если он знает и не мешает этому, его надо сажать в тюрьму. Если знает и способствует этому, на кол надо сажать таких царей, понимаете?»
Известный сторонник Путина, лидер байкерского клуба «Ночные волки» Александр «Хирург» Залдостанов сказал, что «спросит» с Мальцева за эти слова и «подвесит за язык». «Как только мы возьмём и посадим его на кол по-настоящему, сразу же все забудут о том, к чему он призывал» — заявил «Хирург». Член ЦИК от «Справедливой России» Николай Левичев высказал мнение, что за предложение «посадить оппонента на кол» нужно вызывать полицию и «уводить человека в наручниках с эфира». Источник в партии ПАРНАС сообщил «Газете.Ru», что свои высказывания Мальцев готовил самостоятельно.
Матвей Ганапольский и Дарья Митина отмечали, что своей риторикой и поведением Мальцев напоминает политика из партии ЛДПР Владимира Жириновского, так же известного своими резкими неоднозначными высказываниями. Сам Жириновский во время дебатов с Мальцевым утверждал, что Вячеслав изучал его, Жириновского, ранние выступления.
В свою защиту Вячеслав Мальцев утверждает, что у его противников отсутствует на него какой-либо компромат. По той причине, что за время работы депутатом Саратовской областной думы, а также заместителем председателя Саратовской областной думы он не воровал и противодействовал коррупции.

## Личная жизнь
Вячеслав женат на Анне Мальцевой, имеет сыновей Романа, Валерия и дочерей Варвару и Софию. Бабушка Вячеслава в 1930—1940-х годах работала заместителем председателя областного исполкома.
В 2013 году Валерий Мальцев говорил, что будет оказывать всяческую поддержку партии Народный альянс в Саратове. В 2016 году в списке ПАРНАСа были выдвинуты оба сына Мальцева: Роман Мальцев был первым номером по территориальной группе в Саратовской области, а Валерий Мальцев был вторым номером в группе «Смоленская, Калужская область». Одновременно Роман Мальцев был кандидатом по Балаковскому одномандатному избирательному округу Саратовской области.